# Wierch pod Fajki

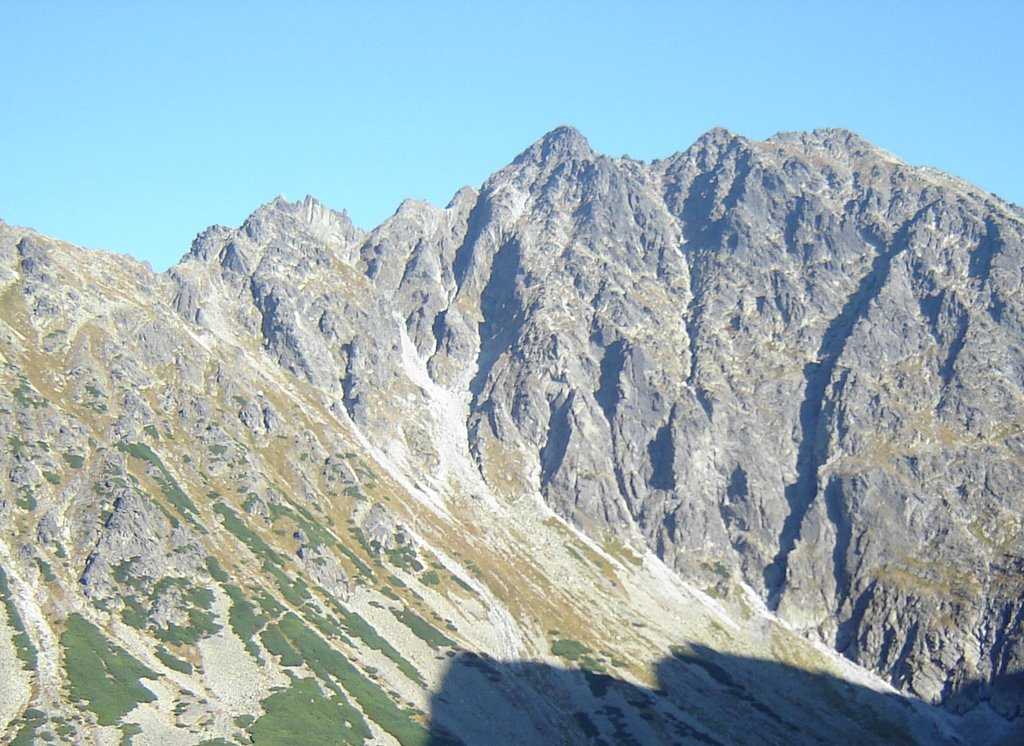
Blick vom Tal Dolina Czarna Gąsienicowa

Die Wierch pod Fajki ist ein Berg in der polnischen Hohen Tatra mit 2135 m im Massiv der Grań Żółtej Turni. Auf dem Gipfel verläuft die Grenze zwischen den Gemeinden Zakopane im Süden und Poronin, konkret dem Ortsteil Murzasichle, im Norden, in der Woiwodschaft Kleinpolen im Landkreis Powiat Tatrzański.

## Lage und Umgebung
Unterhalb des Gipfels liegen die Täler Dolina Pańszczyca im Norden und Dolina Czarna Gąsienicowa im Süden. 
Vom Gipfel Pańszczycka Turnia im Westen wird der Wierch pod Fajki durch den Bergpass Przełączka pod Fajki und von dem Gipfel Pańszczyckie Czuby im Osten durch den Bergpass Pańszczycka Przełęcz getrennt. 

## Etymologie
Der polnische Name Wierch pod Fajki lässt sich als Gipfel unter den Pfeifen oder Gipfel für Pfeifen übersetzen. Er rührt daher, dass seine Gipfelform die Góralen an Orgelpfeifen erinnert hat. Im Schrifttum ist auch die Bezeichnung Orgelpfeifen gebräuchlich.

## Flora und Fauna
Trotz seiner Höhe besitzt die Wierch pod Fajki eine bunte Flora und Fauna. Es treten zahlreiche Pflanzenarten auf, insbesondere hochalpine Blumen und Gräser. Neben Insekten und Weichtieren sowie Raubvögeln besuchen auch Bären, Murmeltiere und Gämsen den Gipfel.

## Tourismus
Die Wierch pod Fajki ist bei Kletterern beliebt. Auf den Gipfel führt jedoch kein Wanderweg. Als Ausgangspunkt für eine Besteigung aus den Tälern eignet sich die Berghütte Schronisko PTTK Murowaniec.

## Belege
- Zofia Radwańska-Paryska, Witold Henryk Paryski: Wielka encyklopedia tatrzańska. Poronin, Wyd. Górskie, 2004, ISBN 83-7104-009-1.
- Tatry Wysokie słowackie i polskie. Mapa turystyczna 1:25.000, Warszawa, 2005/06, Polkart, ISBN 83-87873-26-8.